# Canadian Music Hall of Fame
Canadian Music Hall of Fame grundades 1978 av Canadian Academy of Recording Arts and Sciences för att hylla framstående personer i Kanadas musikliv för livslånga gärningar. Initieringen äger rum i samband med den årliga prisceremonin Juno Awards. 
Sedan 2016 finns även ett museum inrymt i National Music Centre i Calgary, Alberta.

## Invalda
Canadian Music Hall of Fame upptar för närvarande (2020) 58 musikgrupper eller individuella artister. 
- 1978 - Guy Lombardo, Oscar Peterson
- 1979 - Hank Snow
- 1980 - Paul Anka
- 1981 - Joni Mitchell
- 1982 - Neil Young
- 1983 - Glenn Gould
- 1984 - The Crew-Cuts, The Diamonds, The Four Lads
- 1985 - Wilf Carter
- 1986 - Gordon Lightfoot
- 1987 - The Guess Who
- 1989 - The Band
- 1990 - Maureen Forrester
- 1991 - Leonard Cohen
- 1992 - Ian and Sylvia
- 1993 - Anne Murray
- 1994 - Rush
- 1995 - Buffy Sainte-Marie
- 1996 - David Clayton-Thomas, Denny Doherty, John Kay, Domenic Troiano, Zal Yanovsky
- 1997 - Gil Evans, Lenny Breau, Maynard Ferguson, Moe Koffman, Rob McConnell
- 1998 - David Foster
- 1999 - Luc Plamondon
- 2000 - Bruce Fairbairn
- 2001 - Bruce Cockburn
- 2002 - Daniel Lanois
- 2003 - Tom Cochrane
- 2004 - Bob Ezrin
- 2005 - The Tragically Hip
- 2006 - Bryan Adams
- 2007 - Bob Rock
- 2008 - Triumph
- 2009 - Loverboy
- 2010 - April Wine
- 2011 - Shania Twain
- 2012 - Blue Rodeo
- 2013 - k.d. lang
- 2014 - Bachman–Turner Overdrive
- 2015 - Alanis Morissette[2]
- 2016 - Burton Cummings
- 2017 - Sarah McLachlan
- 2018 - Barenaked Ladies och Steven Page
- 2019 - Corey Hart,[3] Andy Kim, Bobby Curtola, Chilliwack, Cowboy Junkies[4]
- 2021 - Jann Arden[5]
- 2022 - Deborah Cox[6]
- 2023 - Nickelback[7]